# إميلي فليك
إميلي فليك (بالإنجليزية: Emily Flake)‏ هي رسامة كارتون أمريكية، ولدت في 16 يونيو 1977.

## وصلات خارجية
- الموقع الرسمي